# Cylindromyrmex parallelus
Cylindromyrmex parallelus é uma espécie de inseto do gênero Cylindromyrmex, pertencente à família Formicidae.